# اچ‌ام‌اس کرکس (۱۷۷۶)
اچ ام اس ولچر (۱۷۷۶)

## مقدمه
اچ ام اس ولچر (۱۷۷۶) یک کشتی جنگی بریتانیایی از کلاس قو (Swan) بود که در سال ۱۷۷۶ ساخته شد و در طول جنگ انقلاب آمریکا و جنگ های ناپلئونی خدمت کرد. این کشتی به عنوان یک کشتی کوچک اما بسیار مؤثر در عملیات های دریایی شناخته می شد و نقش مهمی در چندین رویداد تاریخی ایفا نمود. در این مقاله، به بررسی تاریخچه، طراحی و نقش این کشتی در جنگ ها میپردازیم و همچنین به برخی از جنبه های کمتر شناخته شده و جذاب از خدمت این کشتی اشاره خواهیم نمود.

## تاریخچه و ساخت
اچ ام اس ولچر در سال ۱۷۷۶ در یکی از کارخانه های کشتی سازی بریتانیا ساخته شد. این کشتی از کلاس قو (Swan) بود که به عنوان کشتی های کوچک و سریع طراحی شده بودند و معمولاً برای مأموریت های شناسایی، حمل ونقل پیام ها، و حمله به کشتی های دشمن استفاده می شدند. ولچر دارای ۱۴ توپ بود و خدمه آن شامل حدود ۱۲۵ نفر میشد. طراحی این کشتی به گونه ای بود که بتواند در آب های کم عمق نیز حرکت کند، که این ویژگی در عملیات های ساحلی بسیار مفید بود.

## نقش در جنگانقلاب آمریکا
در طول جنگ انقلاب آمریکا، اچ ام اس ولچر در چندین عملیات مهم شرکت نمود. یکی از جالب ترین رویدادهای مرتبط با این کشتی، نقش آن در فرار ژنرال بندیکت آرنولد بود. آرنولد، که به عنوان یک خائن به نیروهای آمریکایی شناخته میشد، پس از لو رفتن نقشه هایش برای تسلیم قلعه وست پوینت West Point, New York
به بریتانیایی ها، مجبور به فرار شد. در سال ۱۷۸۰، ولچر به عنوان یکی از کشتیهایی که به آرنولد کمک کرد تا از دست نیروهای آمریکایی فرار کند، شناخته می شود. این رویداد یکی از نقاط تاریک تاریخ آمریکا محسوب شده و نقش ولچر در آن بسیار قابل توجه است.

## خدمت درجنگ‌های ناپلئونی
پس از جنگ انقلاب آمریکا، اچ ام اس ولچر در جنگ‌های ناپلئونی نیز خدمت نمود. در این دوره، این کشتی عمدتاً در آب های اروپا و به ویژه در دریای مدیترانه فعالیت می کرد. یکی از مأموریتهای کمتر شناخته شده ولچر، مشارکت آن در محاصره ناپل در سال ۱۷۹۹ بود. در این عملیات، ولچر به عنوان یکی از کشتی های پشتیبانی کننده نیروهای بریتانیایی و متحدانشان در برابر نیروهای فرانسوی عمل کرد. این محاصره یکی از نقاط عطف در جنگ های ناپلئونی بود و نقش کشتی های کوچکی مانند ولچر در آن بسیار حیاتی بود.

## طراحی و ویژگیهای فنی
اچ ام اس ولچر دارای طولی حدود ۲۵ متر و عرضی حدود ۷ متر بود. این کشتی مجهز به ۱۴ توپ بود که عمدتاً شامل توپ های ۶ پوندی می شد. همچنین، ولچر دارای بادبان های مربع شکل بود که به آن اجازه می داد با سرعت بالایی حرکت کند. یکی از ویژگی های جالب این کشتی، توانایی آن در حرکت در آبهای کم عمق بود که آن را برای عملیات های ساحلی و رودخانه ای ایده آل می کرد.

## سرنوشت نهایی
اچ ام اس ولچر پس از سالها خدمت فعال، در سال ۱۸۰۱ از خدمت خارج شد. علت دقیق بازنشستگی این کشتی مشخص نیست، اما احتمالاً به دلیل فرسودگی و نیاز به تعمیرات اساسی بوده است. پس از بازنشستگی، این کشتی به احتمال زیاد به جهت اوراق نمودنفروخته شد، که سرنوشتی رایج برای بسیاری از کشتی های جنگی آن دوره بود.

## جنبه های کمتر شناخته شده
یکی از جنبه های کمتر شناخته شده درباره اچ ام اس ولچر، نقش آن در جمع آوری اطلاعات دریایی بود. این کشتی به دلیل سرعت و چابکی اش، اغلب برای مأموریتهای شناسایی و جمع آوری اطلاعات درباره حرکت نیروهای دشمن استفاده می شد. این مأموریتها معمولاً در تاریخ ثبت نشده اند، اما نقش مهمی در موفقیت عملیات های بزرگتر ایفا می کردند.
همچنین، خدمه ولچر شامل تعدادی از ملوانان آفریقایی-کارائیبی بودند که در نیروی دریایی بریتانیا خدمت میکردند. حضور این ملوانان نشان دهنده تنوع قومی در نیروی دریایی بریتانیا در آن دوره است و موضوعی است که کمتر به آن پرداخته شده است.

## سخن پایانی
در این مقاله تلاش شده است تا تاریخچه اچ ام اس ولچر را به طور کامل و با جزئیات بررسی کرده و به برخی از جنبه های کمتر شناخته شده این کشتی نیز بپردازد. امیدواریم که این اطلاعات برای خوانندگان جالب و مفید بوده باشد.